# Мешень (Леовський район)
Мешень (рум. Meşeni) — село в Леовському районі Молдови. Входить до складу комуни, адміністративним центром якої є місто Яргара.